# John Lennon/Plastic Ono Band
John Lennon/Plastic Ono Band је први студијски соло албум енглеског музичара Џона Ленона, објављен у децембру 1970. године, као први његов пројекат након распада Битлса.